# Oskar Sandberg (tidningsman)
Oskar Antoni Sandberg, född 17 januari 1887 i Kalmar, död 14 december 1964 i Eskilstuna Fors församling, var en svensk tidningsman. 
Sandberg, som var son till fabrikör Samuel Oskar Sandberg och Emerentia Lundström, var elev vid Kalmar högre allmänna läroverk 1896–1905, studerade vid Uppsala universitet 1905–1911, avlade mediko-filosofisk examen 1906 och var e.o. amanuens 1910–1911. Han var medarbetare i Dagens Nyheter 1911–1912, redaktör och utgivare av Söderhamns-Kuriren 1913–1915, redaktör och utgivare av Kalmar-Kalmar Läns Tidning 1915–1928 och utgav Nybro Tidning 1931–1933. 
Sandberg var delegat vid Nordiska pressmötet i Helsingfors 1922, styrelseledamot och vice ordförande i sydöstra kretsen av Publicistklubben. Han var stadsrevisor i Kalmar 1922–1928, kommunalstämmans ordförande i Hossmo landskommun 1929–1932 och styrelseledamot i bland annat Kalmar Tryckeri AB och Nybro Tidnings AB.